# Monica Geller
Monica Elisabeth Geller (22 april 1969) wordt gespeeld door Courteney Cox en is een personage uit de serie Friends.

## Biografie
Monica is een neurotisch type. Ze kan er niet tegen als iets vies of ongeorganiseerd is. Monica is vanaf de eerste aflevering aanwezig en is de zus van het Friends-personage Ross Geller, gespeeld door David Schwimmer. Haar ouders hebben een duidelijke voorkeur voor Ross en dat hebben ze al vanaf haar vroege jeugd laten blijken. Zo bewaarden ze niet de oude spullen van Monica en wel die van Ross. Maar omdat haar vader daar vervolgens spijt van heeft, geeft hij haar zijn Porsche. Maar vervolgens geven ze het geld voor Monica's huwelijk uit aan een strandhuisje. Dit heeft sterke invloed op Monica gehad: ze is extreem competitief en wil zich voortdurend bewijzen.
Monica was vroeger (te) dik, wat ook onderwerp van grappen is. Verder is ze ontzettend sterk; ze kan zowel haar broer Ross als Chandler en Rachel makkelijk aan. Monica is erg fanatiek tijdens het sporten en wil altijd winnen.
Monica is, zoals in de serie gezegd wordt, de lijm die de groep bij elkaar houdt. Ze straalt iets moederlijks uit en zorgt er altijd voor dat de overige personages zich thuis voelen in haar appartement. Bovendien kan ze uitstekend koken, wat voortvloeit uit haar vroegere liefde voor voedsel. Monica is dan ook kok. In de loop van de serie werkt ze bij verschillende restaurants, en klimt ze op van hulpkok tot chef-kok bij steeds prestigieuzere restaurants. Het bekendste restaurant in de serie is Alessandro's waar ze chef-kok is. Later in de serie wordt ze chef-kok bij Javu's.
Op het gebied van relaties gaat het Monica niet bepaald voor de wind. Het zou een familietrekje kunnen zijn, want net als haar broer Ross ondervindt ook zij moeite met het vinden van de ware. Ze heeft een poos een relatie met de oogarts Richard Burke (Tom Selleck), maar deze loopt stuk. Monica wil graag een kindje, maar Richard heeft al kinderen uit een eerder huwelijk en heeft geen zin om daar opnieuw mee te beginnen. Haar latere vriend Chandler zal Richard toch nog lang als een bedreiging blijven zien, daar deze veel volwassener en zelfverzekerder is.
Tijdens het tweede huwelijk van Ross met Emily in Londen, worden Monica en Chandler Bing — gespeeld door Matthew Perry — een stel door de samenloop van omstandigheden. Na hun terugkomst uit Londen proberen ze de relatie nog geheim te houden, maar dit lukt niet zo lang. Elk van de Friends "finds out about Monica and Chandler", Ross als laatste. In seizoen 7 trouwen Monica en Chandler.
In seizoen 10 adopteert ze samen met Chandler twee kinderen, Jack en Erica. Ook besluiten ze naar een groter huis buiten de stad te verhuizen waar de kinderen kunnen opgroeien. Dit betekent dat Monica uit haar appartement trekt waarmee de groep uit elkaar valt. 
Bedenkers: Marta Kauffman · David Crane 

Friends: Rachel Green (Jennifer Aniston) · Monica Geller (Courteney Cox) · Ross Geller (David Schwimmer) · Phoebe Buffay (Lisa Kudrow) · Chandler Bing (Matthew Perry) · Joey Tribbiani (Matt LeBlanc)

Nevenpersonages: Gunther (James Michael Tyler) · Janice Litman-Goralnick (Maggie Wheeler) · Mike Hannigan (Paul Rudd) · Ben Geller (Cole Sprouse) · Jack Geller (Elliott Gould) · Judy Geller (Christina Pickles)

Titelsong: The Rembrandts - I'll Be There for You 

Spin-off: Joey (afleveringen)

Overig: Central Perk · gastrollen · afleveringen